# Ichneumon quinquealbatus
Ichneumon quinquealbatus är en stekelart som beskrevs av Joseph Kriechbaumer 1890.
Ichneumon quinquealbatus ingår i släktet Ichneumon och familjen brokparasitsteklar. Inga underarter finns listade i Catalogue of Life.